# West Coast Live
West Coast Live – album koncertowy zespołu ProjeKct Four, wydany 16 lipca 1999 roku w Japonii nakładem Discipline Global Mobile jako CD. 

## Historia i muzyka albumu
W maju 1997 roku muzycy wchodzący w skład ówczesnego zespołu King Crimson podjęli decyzję o kontynuowaniu działalności w ramach projektu ProjeKcts, równolegle z King Crimson. Powstały w sumie cztery zespoły, złożone z trzech lub czterech muzyków i noszące kolejne numery: One, Two, Three i Four. ProjeKct Four w okresie od października do listopada 1998 roku dał siedem koncertów w Stanach Zjednoczonych, których fragmenty znalazły się na albumie West Coast Live. Większość albumu stanowi jeden długi utwór „Ghost”, podzielony na osiem odrębnych, improwizowanych części, zbudowanych z solówek gitarowych Gunna i Frippa, wspomaganych przez pętle perkusyjne i bity Mastelotto i partie basowe Levina. 

## Lista utworów
Lista i informacje według Discogs:
| 1.  | Ghost (Part 1)          | 9:14  |
|     |                         |       |
| 2.  | Ghost (Part 1)          | 4:08  |
|     |                         |       |
| 3.  | Ghost (Part 1)          | 5:55  |
|     |                         |       |
| 4.  | Ghost (Part 1)          | 5:07  |
|     |                         |       |
| 5.  | Deception Of The Thrush | 7:12  |
|     |                         |       |
| 6.  | Hindu Fizz              | 4:46  |
|     |                         |       |
| 7.  | Projekction             | 5:29  |
|     |                         |       |
| 8.  | Ghost (Part 2)          | 1:40  |
|     |                         |       |
| 9.  | Ghost (Part 2)          | 2:43  |
|     |                         |       |
| 10. | Ghost (Part 2)          | 3:53  |
|     |                         |       |
| 11. | Ghost (Part 2)          | 1:49  |
|     |                         |       |
| 12. | Ghost (Part 2)          | 4:58  |
|     |                         |       |
|     |                         | 56:54 |
|     |                         |       |

### Muzycy
- Robert Fripp – gitara
- Tony Levin – gitara basowa, Chapman stick
- Pat Mastelotto – perkusja elektroniczna, programowanie
- Trey Gunn – Touch guitar, talker

### Pozostałe informacje
- kompozytorzy – Robert Fripp, Trey Gunn, Tony Levin, Pat Mastelotto (oprócz „Deception of the Thrush”: Adrian Belew, ProjeKct Four, Robert Fripp, Trey Gunn[1]